# Équipe de Turquie de football
Cet article traite de l'équipe masculine. Pour l'équipe féminine, voir Équipe de Turquie féminine de football.
Maillots
L'équipe de Turquie de football (en turc : Türkiye Millî Futbol Takımı) est l'équipe nationale qui représente la Turquie dans les compétitions internationales masculines de football, sous l'égide de la Fédération de Turquie de football (TFF). Elle consiste en une sélection des meilleurs joueurs turcs.
Jusqu'aux années 1990, la Turquie se qualifie rarement pour les phases finales des grandes compétitions. Elle connaît une période dorée en atteignant les quarts de finale de l'Euro 2000 et en terminant, surtout, à la 3e place lors de la Coupe du monde 2002, en battant lors de la petite finale la Corée du Sud, sélection hôte. Après plusieurs échecs en qualification, la Turquie réalise un nouveau parcours marquant en atteignant les demi-finales de l'Euro 2008 sous la direction de l'emblématique Fatih Terim.

## Repères historiques

### Les débuts de la Turquie

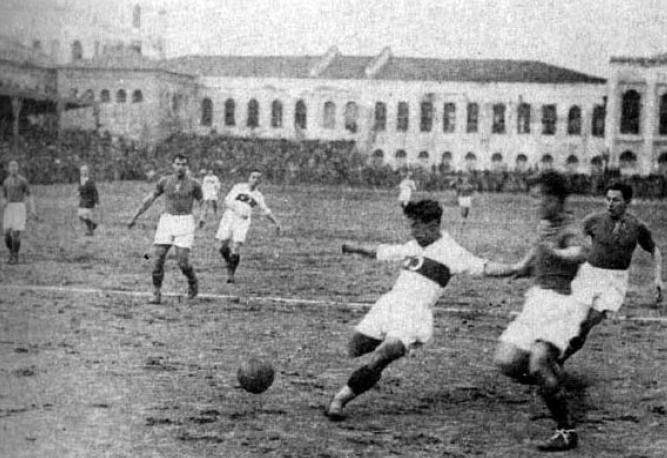
L'équipe de Turquie en 1932, contre la Hongrie B (1-4).

La naissance de la Turquie a eu lieu en 1923, sur les ruines de l'Empire ottoman. La fédération nationale de Turquie (Türkiye Futbol Federasyonu) est aussi fondée en 1923. Cette même année, elle est également affiliée à la FIFA. Son premier match officiel a lieu le 26 octobre 1923, contre la Roumanie. Le match se solde par une égalité deux buts partout. La Turquie est d'abord affiliée dès sa création en 1954 à la Confédération asiatique de football (AFC) avant de rejoindre ultérieurement l'UEFA.

### Premières qualifications en coupe du monde

#### Une qualification abandonnée
Ayant brillamment obtenu sur le terrain sa qualification pour sa première Coupe du monde de football en 1950 au Brésil, la Turquie a dû déclarer forfait pour cette édition en raison d'importantes difficultés financières.

#### La Turquie à la Coupe du monde de football de 1954
La Turquie réussit à nouveau à se qualifier pour sa première Coupe du monde de football en 1954 en Suisse. À égalité  avec l'Espagne et ne pouvant se départager lors du match d'appui, la Turquie se qualifie à la suite d'un tirage au sort. Au sein de cette compétition, la Turquie subit une défaite contre le futur champion du monde, la République fédérale d'Allemagne (RFA), sur le score de 4 buts à 1. Mais la plus large victoire de la Turquie fut enregistrée dans cette Coupe du monde, contre la Corée du Sud, le 20 juin 1954, sur le score de 7 buts à 0. Mais les Turcs sont éliminés de la compétition lors du premier tour. Ils se qualifieront 48 ans après pour leur seconde et dernière participation à la Coupe du monde.

### À la recherche d'une équipe nationale puissante
La Turquie est membre de l'UEFA depuis 1962, après huit années au sein de l’AFC. Durant cette période de 1954 à 1996, elle n’a pas réussi à se qualifier pour une compétition internationale et elle enregistra même sa plus large défaite. Le 14 novembre 1984, la Turquie accueille l’Angleterre et le match se solda, pour la Turquie, par une défaite 8 buts à 3. L’Euro 1996 permet à la Turquie de refaire surface sur le plan international.

### Apogée (1996-2003)

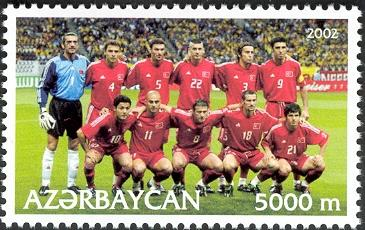
L'équipe de Turquie sur un timbre azerbaïdjanais pour la Coupe du monde 2002.

L'équipe nationale connaît ses meilleures années entre 1996 et 2003, se qualifiant consécutivement pour les Championnats d'Europe 1996 et 2000 et pour la Coupe du monde 2002. Après leur première participation à l'Euro 1996 (éliminée au premier tour), elle avait réalisé son meilleur parcours dans cette compétition lors de l'Euro 2000 (avant d'arriver en demi-finale lors de l'Euro 2008). Après avoir sorti la Belgique chez elle (2-0, doublé d'Hakan Şükür) au premier tour, les Turcs s'arrêtent en quarts de finale face au Portugal (2-0). Mais ce que l’on retient est surtout le superbe parcours lors de la coupe du monde de 2002 en Corée et au Japon. L'équipe turque n’avait pas réussi lors de sa première participation à une phase finale de coupe du monde, la seconde sera nettement plus brillante. Dès leur premier match de poule, les Turcs font impression en menant face au Brésil, avant de s'incliner de justesse. Ils font ensuite match nul 1-1, contre le Costa Rica puis obtiennent la qualification pour les huitièmes de finale en battant la Chine (3-0). Opposé en huitièmes de finale à l'un des pays organisateurs, le Japon, ils s'imposent 1-0. Puis encore 1-0 (grâce à un but en or de Ilhan Mansiz) en quart de finale face à la surprise du tournoi, le Sénégal, tombeur de la France championne en titre. Les Turcs retrouvent alors le Brésil en demi-finale. Ils doivent s'incliner (1-0) mais décrochent ensuite la troisième place face à l'autre pays organisateur, la Corée du Sud (3-2). Ces bonnes prestations et cette montée en puissance dans le football mondial valent à la Turquie une invitation à la Coupe des confédérations en 2003, compétition où la Turquie confirme son nouveau « statut », terminant troisième du tournoi et en éliminant, au passage, le Brésil. Cette période d’apogée du football turc a placé l'équipe nationale parmi les équipes qui comptent dans le football européen et mondial.

### Échecs en barrages (2004-2006)
Depuis la Coupe des confédérations 2003, la Turquie ne se qualifie plus pour une compétition internationale. Les Turcs sont éliminés par la Lettonie, lors des éliminatoires de l'Euro 2004, en matchs de barrage (0-1 puis 2-2). Ils ne parviennent pas non plus à se qualifier pour la Coupe du monde 2006 en Allemagne, éliminés de nouveau en matches de barrage face aux Suisses (2-0 à l’aller pour les Suisses, 4-2 au retour pour les Turcs mais, à égalité de points et de buts, les deux buts marqués à l’extérieur qualifient la Suisse). Le match retour s'achève dans la confusion avec des bagarres entre joueurs après la rencontre et notamment des agressions contre les joueurs suisses.

### L'Euro 2008
Les Turcs se qualifient pour l'Euro 2008. Lors de la phase qualificative ils se retrouvent dans le groupe du tenant du titre, la Grèce. Les Turcs terminent second, derrière celle-ci, devançant la Norvège. Pour l'Euro 2008, la Turquie tombe dans le groupe A, composé d’un des deux pays organisateurs, la Suisse, puis le finaliste du dernier championnat d’Europe, le Portugal, et l'ancien finaliste en 1996 et demi-finaliste en 2004, la République tchèque. Fatih Terim a surpris de nombreux observateurs et s'est attiré de vives critiques en remaniant profondément son équipe avant le début de la phase finale. Il a ainsi choisi de ne pas sélectionner l'attaquant vedette Hakan Şükür ou Yıldıray Baştürk et d'appeler de jeunes joueurs dont certains comme les attaquants Mevlüt Erding, Colin Kazim-Richards ou Semih Şentürk n'avaient quasiment pas joué pour l'équipe nationale avant l'Euro 2008.
La Turquie entame la compétition par une défaite contre le Portugal (2-0), puis gagne son match contre l'un des pays organisateurs, la Suisse (2-1) après avoir dans un premier temps concédé l'ouverture du score helvète. Lors du dernier match de poule contre la République tchèque, la Turquie est menée 2-0 mais parvient à se qualifier pour les quarts de finale en remportant le match 3-2, ils terminent deuxièmes de leur groupe derrière le Portugal. Qualifiée pour les quarts de finale, contre la Croatie, elle l'emporte 3–1 aux tirs au but après avoir fait 1-1 après prolongations en concédant l'ouverture du score d'Ivan Klasnic à la 119e minute mais Semih Sentürk réussit à égaliser dans la toute dernière seconde des prolongations (119 min 59 s). En demi-finale, la Turquie rencontre l'Allemagne. La Turquie ouvre le score avec Uğur Boral à la 22e minute de jeu, l'Allemagne égalisant à la 26e minute par Bastian Schweinsteiger. En deuxième période, l'Allemagne marque un but par Miroslav Klose à la 79e minute et mène au score (2-1). La Turquie revient au score par un but de Semih Senturk (86e minute). Cependant, l'Allemagne marque de nouveau à la 90e minute par Philipp Lahm. Elle remporte ce match 3-2 et se qualifie pour la finale de la compétition.
Durant cette compétition, la Turquie a beaucoup impressionné, surtout pour ses renversements de situation contre la Suisse, la République tchèque et la Croatie, et bien qu'ayant beaucoup de blessés et de suspendus, elle a montré sa capacité à déjouer les pronostics.

### Échecs lors des éliminatoires (2008-2014)
La Turquie se retrouve pour les phases éliminatoires de la coupe du monde de 2010 face à l'Espagne, la Belgique, l'Arménie, la Bosnie-Herzégovine et l'Estonie, confiante de son excellent parcours lors de l'Euro 2008. Elle commence bien les éliminatoires en s'imposant 2 à 0 face à l'Arménie grâce à un but de Semih Şentürk et de Tuncay Şanlı, démarrant 1er de son groupe. Les matchs suivants permettront de savoir si la Turquie peut compter sur l'effet de la coupe du monde de 2002 lors de son éventuelle qualification. Mais l'équipe n'ira pas à cette coupe du monde finissant 3e de son groupe en faveur d'une impressionnante équipe de Bosnie-Herzégovine.
La Turquie se retrouve dans le groupe A avec l'Allemagne, la Belgique, l'Autriche, le Kazakhstan et l'Azerbaïdjan. Elle débute de la meilleure des façons les éliminatoires avec une victoire 3 à 0 contre le Kazakhstan avec un but magnifique de Hamit Altintop (But de l'année 2010), puis une victoire 3 à 2 contre l'équipe de la Belgique. Elle atteint en finissant deuxième, derrière l'imbattable équipe allemande. Ils ont dû attendre la dernière journée, le 11 octobre 2011, pour confirmer leur qualification pour les barrages, car l'équipe de Belgique les talonnaient, jusqu'à leur défaite 1-3 contre les Allemands. Lors des barrages, la Turquie affronte la Croatie. Le match aller se déroule le 11 novembre 2011 à Istanbul. Lors du match, les Turcs subissent une large défaite sur le score de 3-0. Les chances étant très maigres pour la qualification, Guus Hiddink décide d'aligner une équipe composée en grande partie par des jeunes. Le score est de 0-0 et la Turquie ne se qualifie pas pour l'Euro 2012.
Après l'échec pour la qualification à l'Euro 2012, la fédération turque décide de se séparer de Guus Hiddink contre une lourde indemnité. Abdullah Avcı prend donc la tête de la sélection qui a comme objectif la qualification pour la prochaine Coupe du monde en 2014. Pour son premier match en tant que nouvel entraîneur, Abdullah Avcı appelle un grand nombre de jeunes joueurs et laisse sur la touche certains cadres (Volkan Demirel, Emre Belözoğlu, Hakan Balta…). La Turquie affronte la Slovaquie en match amical et s'incline 2-1 à domicile. Entre le 24 mai et le 5 juin, la Turquie décide de faire une série de cinq matchs amicaux. Les cadres sont rappelés tandis que les jeunes sont aussi conservés. Pour le premier match de cette longue série, les Turcs affrontent la Géorgie et s'imposent facilement (3-1). Deux jours plus tard, les Turcs replongent en s'inclinant face à la Finlande (2-3). Elle s'impose contre la Bulgarie (2-0) et se prépare à défier le Portugal. Les Turcs décrochent une victoire surprise à Lisbonne (3-1). Pour leur dernier match, ils sont opposés à l'Ukraine et remportent leur dernier match (2-0).
Pour leur premier match dans le groupe de qualification, les Turcs s'inclinent logiquement aux Pays-Bas (0-2), grand favori du groupe. Ils se reprennent bien en s'imposant quatre jours plus tard à domicile face à l'Estonie (3-0). Un mois plus tard, les Turcs reçoivent les roumains pour un match décisif pour la deuxième place du groupe. La Turquie s'incline finalement (0-1) et la qualification pour la Coupe du monde est déjà remise en doute par de nombreux observateurs. Quelques jours plus tard, les joueurs se déplacent en Hongrie et une victoire est impérative pour espérer la qualification. Les Turcs s'inclinent (1-3) et replongent au fond du trou.

### Une qualification inespérée à l'Euro 2016 (2014-2016)

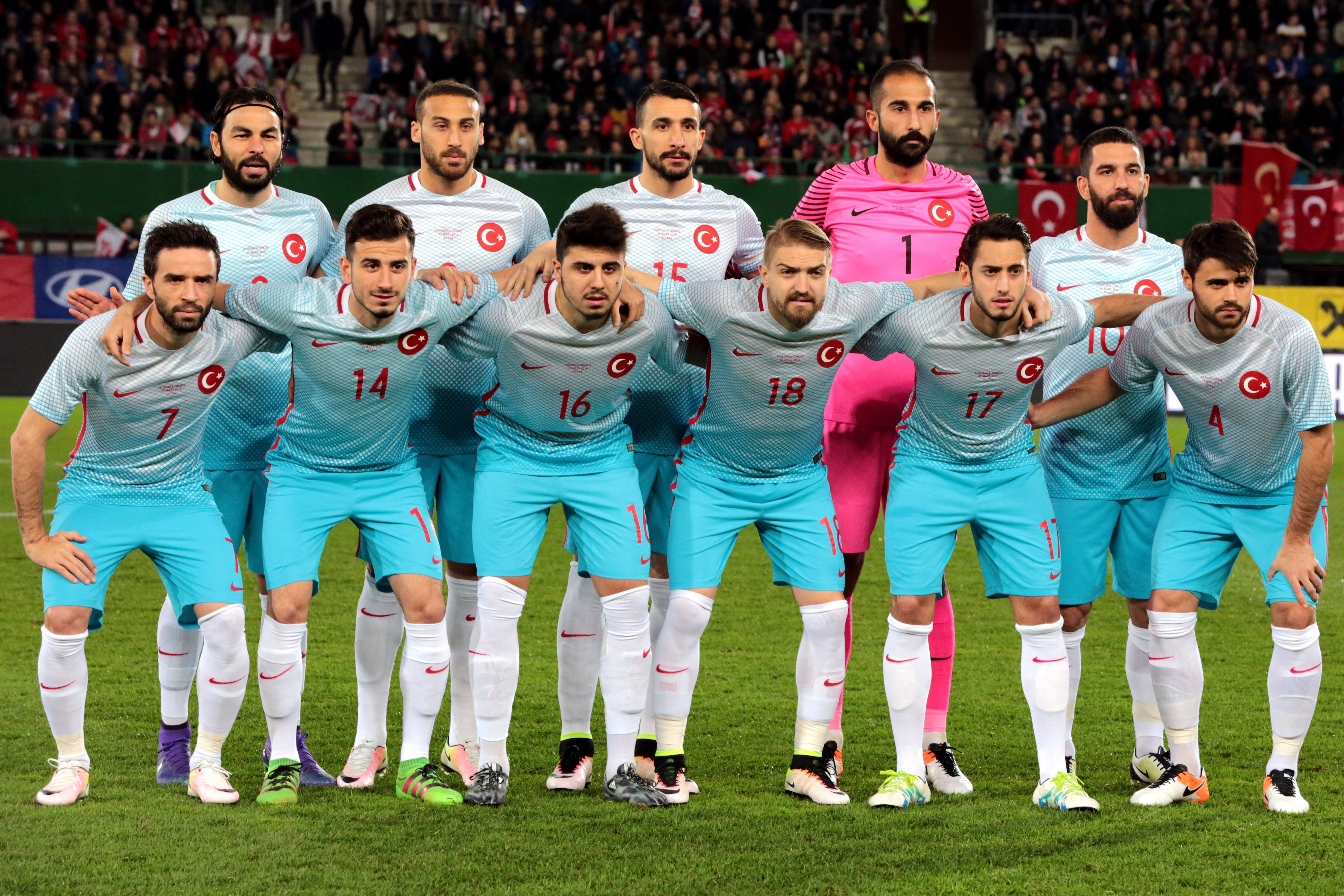
L’équipe de Turquie de football (2016)

Pour cette phase de qualification au Championnat d'Europe, la Turquie se retrouve dans le Groupe A en compagnie des Pays-Bas, grands favoris après leur troisième place au mondial 2014, de l'Islande, de la République tchèque, du Kazakhstan et de la Lettonie.
La Turquie commence ces éliminatoires avec deux défaites en autant de rencontres, 3 à 0 en Islande et 2-1 face à la République tchèque n'obtenant son premier point qu'à l'issue du troisième match face à la Lettonie. Ce n'est que lors du quatrième match, face au Kazakhstan, que la sélection turque obtient sa première victoire sur le score de 3-1. Pour son cinquième match, la Turquie ramène un point encourageant obtenu en déplacement aux Pays-Bas. Le 12 juin 2015, elle s'impose difficilement face au Kazakhstan (1-0), mais le 3 septembre, elle est tenue en échec par la Lettonie à l'issue d'un match qualifié de décevant. Dos au mur, les Turcs se retrouvent dans une situation difficile pour espérer se qualifier à l'Euro. Cependant la Turquie crée la surprise en s'imposant 3-0, face à une équipe des Pays-Bas, il est vrai elle aussi dans une période difficile. Le 10 octobre 2015, les Turcs s'imposent 2 à 0 contre la République tchèque. Le 13 octobre 2015, la Turquie se qualifie grâce à un but de Selçuk Inan en battant l'Islande sur le score de 1-0.
La Turquie finit troisième de son groupe, derrière l'Islande et la République tchèque, mais se qualifie en tant que meilleure troisième.
Lors de l'Euro 2016, la Turquie se retrouve dans le groupe de l'Espagne, de la Croatie, et de la République Tchèque. Elle perd d'entrée face à la Croatie (0-1) avant d'être lourdement battue par la Roja (0-3). Elle parvient à gagner leur duel face à la République Tchèque pour leur prendre la troisième place du groupe, potentiellement qualificative. Toutefois, le 22 juin 2016, la sélection turque est éliminée de l'Euro en tant que moins bon troisième, en raison d'une moins bonne différence de buts par rapport au Portugal et l'Irlande du Nord.

### Un échec encore (2016-2018)
Avec un effectif plus jeune et moins expérimenté, La Turquie n'arrive toujours pas à se qualifier pour la Coupe du monde 2018, elle finit quatrième de son groupe derrière l'Islande (premier), la Croatie et l'Ukraine, malgré une victoire face aux Croates (1-0) mais des défaites affligeantes contre l'Islande (2-0 puis 0-3) et contre l'Ukraine (2-2 puis 2-0).

### La qualification et la déception (2018-)
Les qualifications pour l'Euro 2020 commencent bien, une défense complètement changé et rajeunie et une charnière composée de Merih Demiral (19 ans) de la Juventus Turin et de Caglar Soyuncu (21 ans). Le premier match est gagné à l’extérieur contre l'Albanie (0-2) puis face à la Moldavie à domicile (4-0). Les Turcs battent la France, championne du monde en titre, à Konya 2-0 sur des buts de Kaan Ayhan et de Cengiz Under. Ils perdent ensuite 2–1 contre l'Islande mais se reprennent contre Andorre en Turquie grâce à un but inscrit en toute fin de match (1-0).
Pour les matchs retours, les Millis battent la Moldavie (4-0), l'Albanie sur la fin de match (1-0) puis tiennent au Stade de France (1-1) et contre l'Islande (0-0). Pour finir ils gagnent contre Andorre (2-0) avec un doublé du jeune Enes Unal.
La Turquie finit deuxième de son groupe derrière la France et se qualifie pour l'Euro 2020, décalé d'un an du fait de la pandémie de Covid-19. Ils seront dans le groupe A avec l'Italie, la Suisse et le Pays de Galles.
Lors de la première édition de Ligue des nations, la Turquie figure dans le groupe 2 de la Ligue B et finit dernière avec un seul succès (3-2 en Suède après avoir été mené 2-0) et trois revers, mais voit sa relégation en Ligue C annulée du fait du changement de format décidé ultérieurement par l'UEFA. Mais lors de l'édition 2020-2021, où elle figure dans le groupe 3, la Turquie compte le même nombre de points que la Serbie mais une différence de buts particulière défavorable en raison du but à l'extérieur lors des confrontations directes (nul 0-0 à l'extérieur à l'aller, 2-2 à domicile au retour) et ne peut éviter une fois de plus la dernière place avec une victoire (3-2 à domicile contre la Russie qu'elle avait déjà affrontée lors de la précédente édition), trois nuls (1-1 en Russie et deux contre la Serbie donc) ainsi que deux défaites (à chaque fois contre la Hongrie qui a fini première du groupe et promue en Ligue A), synonyme de relégation en Ligue C pour l'édition suivante.
À l'Euro 2021, la Turquie entre dans la compétition avec un statut d'outsider,, notamment dû à la réussite de Burak Yılmaz et ses coéquipiers, Zeki Çelik et Yusuf Yazıcı dans leur conquête du Championnat de France 2021 qu'ils remportent avec le LOSC Lille. Cependant, elle déçoit fortement et enchaîne 3 défaites consécutives en poules contre l'Italie, futur vainqueur de la compétition et qui évoluait à domicile, en match d'ouverture (0-3), le Pays de Galles (0-2) et la Suisse (1-3), ce qui lui vaut une dernière place de groupe synonyme d'élimination.

## Joueurs emblématiques

### Joueurs les plus capés
Les joueurs en gras sont encore en activité.

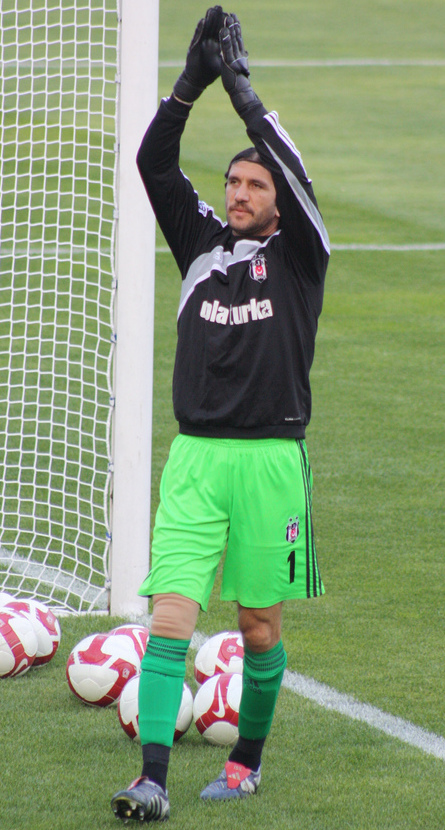
Rüştü Reçber, détient le record de sélections.

Le joueur le plus capé est l'ancien gardien de but Rüştü Reçber.
| #  | Joueurs          | Carrière  | Sélections | Buts |
| -- | ---------------- | --------- | ---------- | ---- |
| 1  | Rüştü Reçber     | 1994-2012 | 120        | 0    |
| 2  | Hakan Şükür      | 1992-2007 | 112        | 51   |
| 3  | Bülent Korkmaz   | 1990-2005 | 102        | 3    |
| 4  | Emre Belözoğlu   | 2000-2020 | 101        | 9    |
| 5  | Arda Turan       | 2006-2016 | 100        | 17   |
| 6  | Tugay Kerimoğlu  | 1990-2007 | 94         | 2    |
| 7  | Alpay Özalan     | 1995-2005 | 90         | 4    |
| 8  | Hakan Çalhanoğlu | 2013-     | 94         | 20   |
| 9  | Hamit Altıntop   | 2004-2014 | 82         | 7    |
| 10 | Mehmet Topal     | 2008-2018 | 81         | 2    |

### Meilleurs buteurs
Les joueurs en gras sont encore en activité.

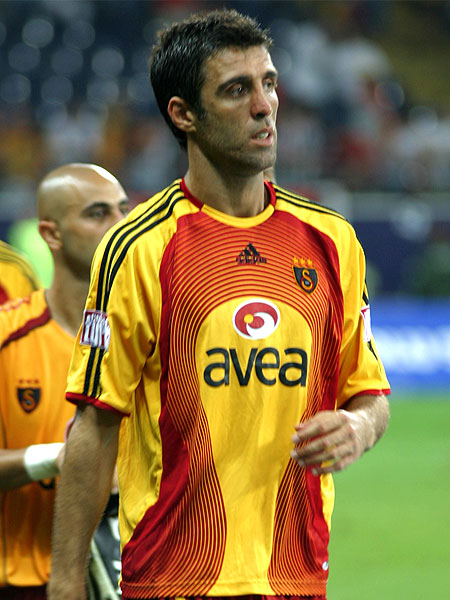
Hakan Şükür est le meilleur buteur de l'équipe turque avec 51 buts.

| #  | Joueurs                | Carrière  | Sélections | Buts | Moyenne |
| -- | ---------------------- | --------- | ---------- | ---- | ------- |
| 1  | Hakan Şükür            | 1992-2007 | 112        | 51   | 0,46    |
| 2  | Burak Yılmaz           | 2006-2022 | 77         | 31   | 0,4     |
| 3  | Tuncay Şanlı           | 2003-2010 | 80         | 22   | 0,28    |
| 4  | Lefter Küçükandonyadis | 1948-1963 | 46         | 21   | 0,46    |
| 4  | Cenk Tosun             | 2013-     | 52         | 21   | 0,4     |
| 6  | Metin Oktay            | 1956-1968 | 36         | 19   | 0,53    |
| 6  | Cemil Turan            | 1969-1979 | 44         | 19   | 0,43    |
| 6  | Nihat Kahveci          | 2000-2011 | 68         | 19   | 0,28    |
| 6  | Hakan Çalhanoğlu       | 2013-     | 89         | 19   | 0,21    |
| 10 | Arda Turan             | 2006-2016 | 100        | 17   | 0,17    |

## Sélectionneurs

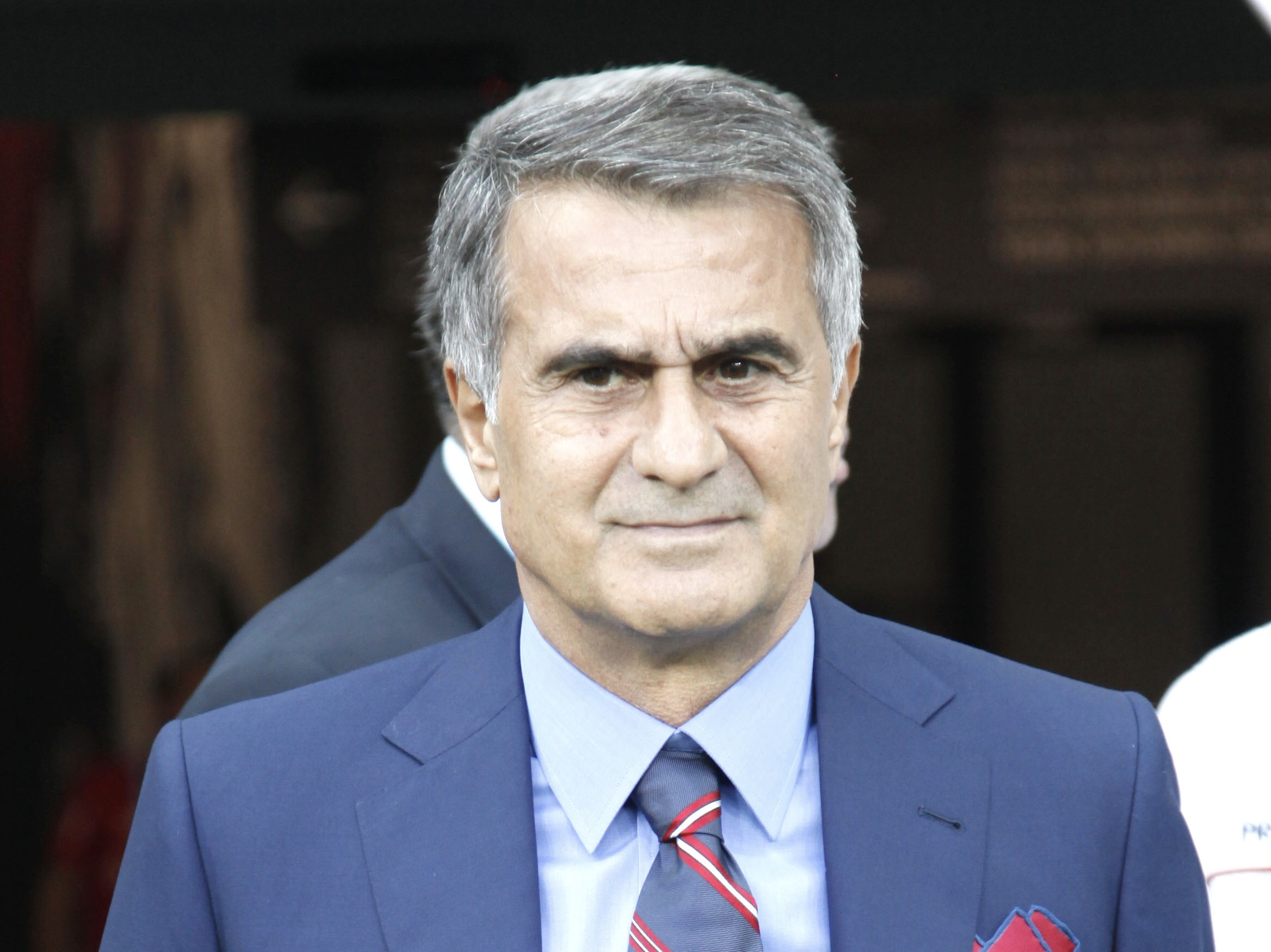
Şenol Güneş, le sélectionneur qui a mené la Turquie à la troisième place pendant la Coupe du monde 2002

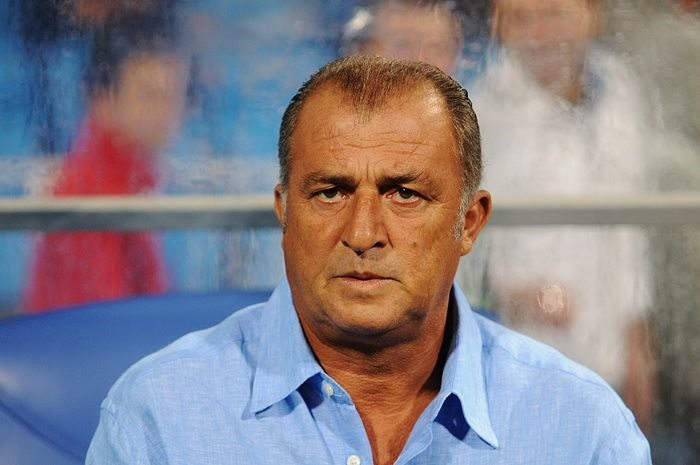
Fatih Terim entraîneur emblématique de la Turquie

Mis à jour le 12 juin 2025.
| Sélectionneur       | Période     | Matchs | Gagnés | Nuls | Perdus | Gagnés % |
| ------------------- | ----------- | ------ | ------ | ---- | ------ | -------- |
| Ali Sami Yen        | 1923        | 1      | 0      | 1    | 0      | 0        |
| Billy Hunter        | 1924-1926   | 12     | 5      | 0    | 7      | 41,7     |
| Bela Toth           | 1927-1932   | 8      | 2      | 1    | 5      | 25       |
| Fred Pagnam         | 1932        | 3      | 0      | 1    | 2      | 0        |
| James Donnelly      | 1936-1937   | 3      | 0      | 1    | 2      | 0        |
| Ignác Molnár        | 1948        | 2      | 1      | 0    | 1      | 50       |
| Ulvi Yenal          | 1948        | 2      | 1      | 0    | 1      | 50       |
| Pat Molloy (1)      | 1948-1949   | 5      | 3      | 0    | 2      | 60       |
| Cihat Arman (1)     | 1949        | 1      | 1      | 0    | 0      | 100      |
| Pat Molloy (2)      | 1950-1951   | 2      | 1      | 0    | 1      | 50       |
| Jimmy McCormick     | 1951        | 2      | 1      | 0    | 1      | 50       |
| Rebii Erkal         | 1951        | 3      | 2      | 0    | 1      | 66,67    |
| Sadri Usuoğlu       | 1952        | 2      | 0      | 1    | 1      | 0        |
| Sandro Puppo (1)    | 1952-1954   | 9      | 3      | 2    | 4      | 33,33    |
| Gündüz Kılıç        | 1954        | 1      | 0      | 0    | 1      | 0        |
| Žarko Mihajlović    | 1955        | 2      | 0      | 2    | 0      | 0        |
| Giovanni Varglien   | 1955-1956   | 5      | 2      | 0    | 3      | 16,7     |
| Cihat Arman (2)     | 1956        | 2      | 0      | 2    | 0      | 0        |
| László Székely      | 1957        | 4      | 2      | 1    | 1      | 50       |
| Leandro Remondini   | 1958-1959   | 7      | 3      | 3    | 1      | 42,9     |
| Ignác Molnár        | 1960        | 1      | 1      | 0    | 0      | 100      |
| Sandro Puppo (2)    | 1960-1962   | 10     | 4      | 0    | 6      | 40       |
| Şeref Görkey        | 1962        | 1      | 1      | 0    | 0      | 100      |
| Ljubiša Spajić      | 1962        | 4      | 1      | 2    | 1      | 25       |
| Sandro Puppo (3)    | 1963-1964   | 4      | 0      | 2    | 2      | 0        |
| Cihat Arman (3)     | 1964        | 3      | 1      | 1    | 1      | 33,3     |
| Sandro Puppo (4)    | 1965        | 4      | 0      | 0    | 4      | 0        |
| Doğan Andaç         | 1965        | 2      | 1      | 1    | 0      | 50       |
| Sandro Puppo (5)    | 1965-1966   | 5      | 1      | 2    | 2      | 20       |
| Adnan Süvari        | 1966-1969   | 17     | 5      | 4    | 8      | 29,4     |
| Abdullah Gegiç      | 1969        | 6      | 3      | 0    | 3      | 50       |
| Cihat Arman (4)     | 1970-1971   | 6      | 1      | 1    | 4      | 16,7     |
| Nicolae Petrescu    | 1971        | 1      | 1      | 0    | 0      | 100      |
| Coşkun Özarı (1)    | 1972-1976   | 29     | 8      | 11   | 10     | 27,6     |
| Doğan Andaç         | 1976        | 1      | 0      | 1    | 0      | 0        |
| Metin Türel         | 1977-1978   | 13     | 2      | 1    | 10     | 15,4     |
| Sabri Kiraz         | 1978-1980   | 12     | 5      | 1    | 6      | 41,7     |
| Özkan Sümer         | 1980-1981   | 2      | 0      | 0    | 2      | 0        |
| Fethi Demircan      | 1981        | 4      | 0      | 0    | 4      | 0        |
| Coşkun Özarı (2)    | 1982-1984   | 17     | 5      | 2    | 10     | 29,4     |
| Candan Tarhan       | 1984        | 5      | 1      | 1    | 3      | 20       |
| Yılmaz Gökdel       | 1984-1985   | 3      | 1      | 1    | 1      | 33,3     |
| Kálmán Mészöly      | 1985        | 2      | 0      | 1    | 1      | 0        |
| Coşkun Özarı (3)    | 1985-1986   | 8      | 1      | 3    | 4      | 12,5     |
| Mustafa Denizli (1) | 1987        | 6      | 1      | 1    | 4      | 16,7     |
| Tınaz Tırpan        | 1988-1989   | 11     | 5      | 1    | 5      | 45,5     |
| Fatih Terim (1)     | 1990        | 1      | 0      | 0    | 1      | 0        |
| Sepp Piontek        | 1990-1993   | 27     | 4      | 8    | 15     | 14,8     |
| Fatih Terim (2)     | 1993-1996   | 33     | 17     | 8    | 8      | 51,5     |
| Mustafa Denizli (2) | 1996-2000   | 31     | 11     | 9    | 11     | 35,5     |
| Şenol Güneş         | 2000-2004   | 50     | 23     | 13   | 14     | 46       |
| Ünal Karaman        | 2004        | 1      | 0      | 1    | 0      | 0        |
| Ersun Yanal         | 2004-2005   | 15     | 8      | 4    | 3      | 53,3     |
| Fatih Terim (3)     | 2005-2009   | 58     | 26     | 18   | 14     | 44,8     |
| Oğuz Çetin          | 2010        | 4      | 3      | 0    | 1      | 75       |
| Guus Hiddink        | 2010-2011   | 16     | 7      | 4    | 5      | 43,7     |
| Abdullah Avcı       | 2011-2013   | 18     | 6      | 4    | 8      | 33,3     |
| Fatih Terim (4)     | 2013-2017   | 44     | 27     | 8    | 9      | 61,36    |
| Mircea Lucescu      | 2017-2019   | 17     | 4      | 6    | 7      | 23,5     |
| Şenol Güneş (2)     | 2019-2021   | 32     | 15     | 10   | 7      | 46,88    |
| Stefan Kuntz        | 2021-2023   | 20     | 12     | 3    | 5      | 60       |
| Vincenzo Montella   | depuis 2023 | 23     | 12     | 4    | 7      | 52,17    |

## Résultats

### Classement FIFA
| Année              | 1993 | 1994 | 1995 | 1996 | 1997 | 1998 | 1999 | 2000 | 2001 | 2002 | 2003 | 2004 | 2005 | 2006 | 2007 | 2008 | 2009 | 2010 | 2011 | 2012 | 2013 | 2014 | 2015 | 2016 | 2017 | 2018 | 2019 | 2020 | 2021 | 2022 | 2023 | 2024 |
| ------------------ | ---- | ---- | ---- | ---- | ---- | ---- | ---- | ---- | ---- | ---- | ---- | ---- | ---- | ---- | ---- | ---- | ---- | ---- | ---- | ---- | ---- | ---- | ---- | ---- | ---- | ---- | ---- | ---- | ---- | ---- | ---- | ---- |
| Classement mondial | 52   | 48   | 30   | 31   | 43   | 57   | 29   | 30   | 23   | 9    | 8    | 14   | 11   | 26   | 16   | 10   | 41   | 31   | 28   | 40   | 43   | 49   | 21   | 24   | 42   | 39   | 29   | 32   | 37   | 44   | 37   | 28   |

### Palmarès
Le tableau suivant liste le palmarès de l’équipe de la Turquie de football dans les différentes compétitions internationales officielles.
Il se compose d'une troisième place en Coupe du monde, d'une troisième place en Coupe des confédérations et d'une demi-finale en Championnat d'Europe.
| Coupe du monde                                           | Compétitions continentales                                                   | Jeux olympiques                                                          | Coupe des confédérations                                          |
| -------------------------------------------------------- | ---------------------------------------------------------------------------- | ------------------------------------------------------------------------ | ----------------------------------------------------------------- |
| - Coupe du monde (2 participations) : - 3e place : 2002. | - Championnat d'Europe (6 participations au tournoi) : - Demi-finale : 2008. | - Jeux olympiques (6 participations) : - Quart de finale : 1948 et 1952. | - Coupe des confédérations (1 participation) : - 3e place : 2003. |

### Parcours enCoupe du monde
Inscrite aux éliminatoires de la Coupe du monde 1934, la Turquie déclare forfait avant le début de la compétition. Elle dispute son premier match éliminatoire le 20 novembre 1949 face à la Syrie et se qualifie pour la phase finale de 1950, mais elle déclare finalement forfait. L’équipe turque n'a disputé que deux phases finales dont la première en 1954. La Turquie réussit sa meilleure performance en obtenant la troisième place lors de sa seconde participation à la phase finale en 2002.
| Année | Position      |      | Année            | Position |               | Année | Position |
| 1930  | Non inscrite  | 1974 | Non qualifiée    | 2010     | Non qualifiée |       |          |
| 1934  | Non qualifiée | 1978 | Non qualifiée    | 2014     | Non qualifiée |       |          |
| 1938  | Non inscrite  | 1982 | Non qualifiée    | 2018     | Non qualifiée |       |          |
| 1950  | Forfait       | 1986 | Non qualifiée    | 2022     | Non qualifiée |       |          |
| 1954  | 1er tour      | 1990 | Non qualifiée    | 2026     | À venir       |       |          |
| 1958  | Non qualifiée | 1994 | Non qualifiée    | 2030     | À venir       |       |          |
| 1962  | Non qualifiée | 1998 | Non qualifiée    | 2034     | À venir       |       |          |
| 1966  | Non qualifiée | 2002 | Demi-finale (3e) |          |               |       |          |
| 1970  | Non qualifiée | 2006 | Non qualifiée    |          |               |       |          |

### Parcours enChampionnat d'Europe
L’équipe de Turquie a participé à 6 phases finales, elle dispute son premier match de qualification le 2 novembre 1958 face à la Roumanie. La Turquie réussit sa meilleure performance en atteignant les demi-finales de la compétition en 2008. Parmi ses autres performances, la Turquie atteint les quarts de finale en 2000 et 2024, elle ne passe en revanche pas le premier tour lors de sa première participation en 1996, ainsi qu'en 2016 et 2021.
| Année | Position      |      | Année           | Position |                 | Année | Position |
| 1960  | Non qualifiée | 1988 | Non qualifiée   | 2016     | 1er tour        |       |          |
| 1964  | Non qualifiée | 1992 | Non qualifiée   | 2020     | 1er tour        |       |          |
| 1968  | Non qualifiée | 1996 | 1er tour        | 2024     | Quart de finale |       |          |
| 1972  | Non qualifiée | 2000 | Quart de finale | 2028     | À venir         |       |          |
| 1976  | Non qualifiée | 2004 | Non qualifiée   | 2032     | À venir         |       |          |
| 1980  | Non qualifiée | 2008 | Demi-finale     |          |                 |       |          |
| 1984  | Non qualifiée | 2012 | Non qualifiée   |          |                 |       |          |

### Parcours enLigue des nations
| Édition   | Ligue | Phase de Groupe | Phase de Groupe | Phase de Groupe | Phase de Groupe | Phase de Groupe | Phase de Groupe | Phase de Groupe | Phase finale | Phase finale | Phase finale | Phase finale | Phase finale | Phase finale | Phase finale | Phase finale |
| Édition   | Ligue | Class.          | M               | V               | N               | D               | bp              | bc              | Pays hôte    | Résultat     | M            | V            | N            | D            | bp           | bc           |
| --------- | ----- | --------------- | --------------- | --------------- | --------------- | --------------- | --------------- | --------------- | ------------ | ------------ | ------------ | ------------ | ------------ | ------------ | ------------ | ------------ |
| 2018-2019 | B     | 3/3             | 4               | 1               | 0               | 3               | 4               | 7               | 2019         | Inéligible   | Inéligible   | Inéligible   | Inéligible   | Inéligible   | Inéligible   | Inéligible   |
| 2020-2021 | B     | 4/4             | 6               | 1               | 3               | 2               | 6               | 8               | 2021         | Inéligible   | Inéligible   | Inéligible   | Inéligible   | Inéligible   | Inéligible   | Inéligible   |
| 2022-2023 | C     | 1/4             | 6               | 4               | 1               | 1               | 18              | 5               | 2023         | Inéligible   | Inéligible   | Inéligible   | Inéligible   | Inéligible   | Inéligible   | Inéligible   |
| 2024-2025 | B     | 2/4             | 6               | 3               | 2               | 1               | 9               | 6               | 2025         | Inéligible   | Inéligible   | Inéligible   | Inéligible   | Inéligible   | Inéligible   | Inéligible   |
| Total     | Total | Total           | 22              | 9               | 6               | 7               | 37              | 26              | Total        | Total        | 0            | 0            | 0            | 0            | 0            | 0            |

### Parcours enCoupe des confédérations
La Turquie est invitée à participer à une reprise à la Coupe des confédérations, en 2003, bénéficiant du désistement de l'Allemagne finaliste de la Coupe du monde 2002. Les Turcs y obtiennent la troisième place.
| Année | Position      |      | Année               | Position |               | Année | Position |
| 1992  | Non qualifiée | 2001 | Non qualifiée       | 2013     | Non qualifiée |       |          |
| 1995  | Non qualifiée | 2003 | Demi-finaliste (3e) | 2017     | Non qualifiée |       |          |
| 1997  | Non qualifiée | 2005 | Non qualifiée       |          |               |       |          |
| 1999  | Non qualifiée | 2009 | Non qualifiée       |          |               |       |          |

### Parcours auxJeux olympiques d'été
L’équipe turc A a participé six fois aux Jeux olympiques d'été. En 1999, la FIFA décide que les matchs de football disputés dans le cadre des Jeux olympiques à partir des Jeux olympiques de Rome de 1960 ne comptent pas comme sélection nationale en équipe A, à partir de 1992, les phases finales des Jeux olympiques sont disputés par les sélections des moins de 23 ans. La Turquie a réussi sa meilleure performance en atteignant deux fois les quarts de finale de la compétition, en 1948 et 1952.
| Année          | Position          |      | Année        | Position    |                                  | Année | Position |
| De 1908 à 1920 | Non inscrit       | 1956 | Forfait      | 1980        | Non qualifié                     |       |          |
| 1924           | Tour préliminaire | 1960 | 1er tour     | 1984        | Non participant                  |       |          |
| 1928           | 1/8e de finale    | 1964 | Non qualifié | 1988        | Non qualifié                     |       |          |
| 1936           | 1/8e de finale    | 1968 | Non qualifié | Depuis 1992 | Compétition disputée par les U23 |       |          |
| 1948           | Quart de finale   | 1972 | Non qualifié |             |                                  |       |          |
| 1952           | Quart de finale   | 1976 | Non qualifié |             |                                  |       |          |

### Autres résultats
- Vainqueur des Jeux méditerranéens en 1993
- Vainqueur du Championnat d'Europe juniors en 1992
- Vainqueur du Championnat d'Europe cadets en 1994, 2005